# Ratkovce
Ratkovce (em húngaro: Ratkóc) é um município da Eslováquia, situado no distrito de Hlohovec, na região de Trnava. Tem 4,45 km² de área e sua população em 2018 foi estimada em 339 habitantes.

## Demografia
| Ano:        | 1994 | 2004   | 2014    | 2024   |
| ----------- | ---- | ------ | ------- | ------ |
| Broj ljudi: | 304  | 288    | 337     | 362    |
| Razlika:    |      | -5,26% | +17,01% | +7,41% |

| Ano:               | 2023 | 2024   |
| ------------------ | ---- | ------ |
| Número de pessoas: | 360  | 362    |
| Diferença:         |      | +0,55% |